# العلاقات الجنوب إفريقية الكيريباتية
العلاقات الجنوب أفريقية الكيريباتية هي العلاقات الثنائية التي تجمع بين جنوب أفريقيا وكيريباتي.

## مقارنة بين البلدين
هذه مقارنة عامة ومرجعية للدولتين:
| وجه المقارنة                                              | جنوب أفريقيا | كيريباتي                        |
| --------------------------------------------------------- | --- | ------------------------------- |
| المساحة (كم2)                                             | 1.22 مليون | 811                             |
| عدد السكان (نسمة)                                         | 57.73 مليون | 116.40 ألف                      |
| الكثافة السكانية (ن./كم²)                                 | 47.32 | 14.35 ألف                       |
| العاصمة                                                   | بريتوريا، بلومفونتين، كيب تاون | جنوب تاراوا                     |
| اللغة الرسمية                                             | لغة إنجليزية، اللغة الأفريقانية، اللغة النديبلي الجنوبية، اللغة السوثو الشمالية، اللغة السوتية، لغة سوازي، اللغة التسونجا، اللغة التسوانية، اللغة الفيندية، اللغة الكوسية، اللغة الزولوية | لغة إنجليزية، اللغة الكيريباتية |
| العملة                                                    | راند جنوب أفريقي | دولار كريباتي، دولار أسترالي    |
| الناتج المحلي الإجمالي (بليون دولار)                      | 349.42 مليار | 196.15 مليون                    |
| الناتج المحلي الإجمالي (تعادل القوة الشرائية) بليون دولار | 725.91 مليار | 224.26 مليون                    |
| الناتج المحلي الإجمالي الاسمي للفرد دولار أمريكي          | 5.72 ألف | 1.42 ألف                        |
| الناتج المحلي الإجمالي للفرد دولار أمريكي                 | 13.05 ألف | 1.81 ألف                        |
| مؤشر التنمية البشرية                                      | 0.666 | 0.590                           |
| رمز المكالمات الدولي                                      | +27 | +686                            |
| رمز الإنترنت                                              | .za | .ki                             |
| المنطقة الزمنية                                           | ت ع م+02:00، أفريقيا/جوهانسبرغ ‏ |                                 |

## منظمات دولية مشتركة
يشترك البلدان في عضوية مجموعة من المنظمات الدولية، منها:
| علم المنظمة | اسم المنظمة                                 | تاريخ انضمام جنوب أفريقيا | تاريخ انضمام كيريباتي |
| ----------- | ------------------------------------------- | ------------------------- | --------------------- |
|             | مؤسسة التنمية الدولية                       | 12 أكتوبر 1960            | 2 أكتوبر 1986         |
|             | يونسكو                                      | 4 نوفمبر 1946             | 24 أكتوبر 1989        |
|             | الأمم المتحدة                               | 7 نوفمبر 1945             | 14 سبتمبر 1999        |
|             | مجموعة دول أفريقيا والكاريبي والمحيط الهادئ | ?                         | ?                     |
|             | دول الكومنولث                               | 11 ديسمبر 1931            | ?                     |
|             | الاتحاد البريدي العالمي                     | ?                         | ?                     |
|             | البنك الدولي للإنشاء والتعمير               | 27 ديسمبر 1945            | 29 سبتمبر 1986        |
|             | الاتحاد الدولي للاتصالات                    | 1910                      | 3 نوفمبر 1986         |
|             | منظمة حظر الأسلحة الكيميائية                | ?                         | ?                     |
|             | مؤسسة التمويل الدولية                       | 3 أبريل 1957              | 2 أكتوبر 1986         |

## وصلات خارجية
- موقع وزارة الخارجية الجنوب أفريقية